# Жила Дмитро Микитович
Дмитро Микитович Жила (1903 , Полтавська губернія  — 1963 , Одеса ) — український радянський господарський та партійний діяч, депутат Верховної Ради УРСР першого скликання (1938—1947). Член ЦК КП(б) України (1940—1949).

## Біографія
Народився 1903 року в селі Олексіївка Полтавської губернії.
У 1920—1922 роках — молотобієць та учень коваля, а у 1922—1924 роках — коваль в приватній кузні міста Черкас.
З 1924 року — молотобієць, машиніст Черкаського заводу імені Фрунзе. Обирався головою виробничої комісії, секретарем, а потім головою заводського комітету цукрового заводу імені Фрунзе.
Член ВКП(б) з 1929 року.
У 1930 році був слухачем Всесоюзних курсів раціоналізаторів робітників-ударників цукрової промисловості в Москві. Потім навчався у Московському хіміко-технологічному інституті імені Менделєєва та у Київському технологічному інституті цукрової промисловості. Одночасно, у 1930—1934 роках — помічник директора, заступник директора Московського рафінадного заводу імені Матуліна. З 1934 року навчався у Всесоюзній харчовій академії імені Сталіна.
У грудні 1937 — травні 1938 року — народний комісар харчової промисловості Української РСР.
29 травня 1938 — 24 травня 1944 року — заступник голови Ради Народних Комісарів Української РСР.
26 червня 1938 року був обраний депутатом до Верховної Ради УРСР першого скликання по Бобринецькій виборчій окрузі № 125 Миколаївської області.
У 1943 році — виконувач обов'язків голови Харківського обласного виконавчого комітету.
Наприкінці травня 1944 року знятий з посади заступника голови РНК УРСР із оголошенням суворої догани «за використання службового становища в особистих цілях».
З 1944 року — на господарській роботі. Працював керуючим Українського консервного тресту в Одесі, директором Херсонського консервного комбінату. До вересня 1956 року — директор Одеського консервного заводу імені Ворошилова.
З вересня 1956 по 1957 рік — заступник голови виконавчого комітету Одеської обласної ради депутатів трудящих.
З січня 1963 року — начальник управління харчової промисловості Ради народного господарства Чорноморського економічного району в місті Одесі.
Подальша доля невідома.

## Нагороди
- орден Трудового Червоного Прапора (7.02.1939)
- орден «Знак Пошани» (23.01.1948)